# Николай Грънчаров
Николай Грънчаров (20 април 1953 г. – 24 ноември 1997 г.) е български футболист, защитник. Играл е за  
Велбъжд (Кюстендил), Черно море (Варна), Левски (София) и португалския Фарензе.

## Биография
Грънчаров е юноша на ЦСКА. Докато отбива военната си служба е изпратен да играе във Велбъжд (Кюстендил). През есента на 1973 г. е привлечен в Черно море. Дебютира в А група в 11-ия кръг от сезон 1973/74 при гостуване на Янтра (Габрово). За две години общо за „моряците“ изиграва 49 мача в първенството, както и 6 мача за националната купа.
На 22-годишна възраст преминава в Левски (София). Играе за клуба в продължение на 8 години. Записва във всички турнири общо 253 мача и бележи 13 гола – 186 мача с 10 гола в А група, 45 мача с 3 гола за националната купа, както и 22 мача в евротурнирите. С Левски става два пъти шампион на България, а освен това три пъти печели купата.
През 1983 г. Грънчаров преминава в португалския Фарензе, където за един сезон записва 21 мача в местната Примейра Лига. През 1984 г. прекратява състезателната си кариера на 31-годишна възраст.

## Успехи
Левски (София)
- А група:
  -  Шампион (2): 1976/77, 1978/79

- Национална купа:
  -  Носител (3): 1975/76, 1976/77, 1978/79